# Ben Chaplin
Benedict John Greenwood, més conegut com a Ben Chaplin, (Windsor, Berkshire, 31 de juliol de 1969) és un actor i guionista anglès.

## Primers anys
Ben Chaplin és fill de Cynthia (Chaplin), una mestra, i Peter Greenwood, un enginyer civil. Té dues germanes, Sarah i Rachel, i un germà, Justin. Chaplin es va interessar per l'actuació a l'adolescència quan va actuar en una actuació escolar. Chaplin va assistir a la Princess Margaret Royal Free School i, a l'edat de 17 anys, es va inscriure a la Guildhall School of Music and Drama de Londres. Va continuar la seva carrera artística primerenca entre feines estranyes, treballant en diversos llocs de treball clerical i com a estadístic de l'Autoritat de Transport de Londres. Chaplin va començar a aparèixer en drames de la BBC i diverses pel·lícules britàniques. Va prendre el seu nom artístic del nom de soltera de la seva mare.